# Cecilio Guzmán de Rojas

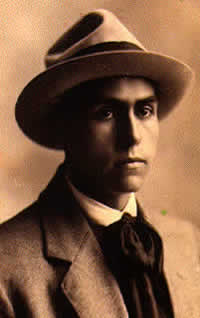
Porträt von Cecilio Guzmán de Rojas

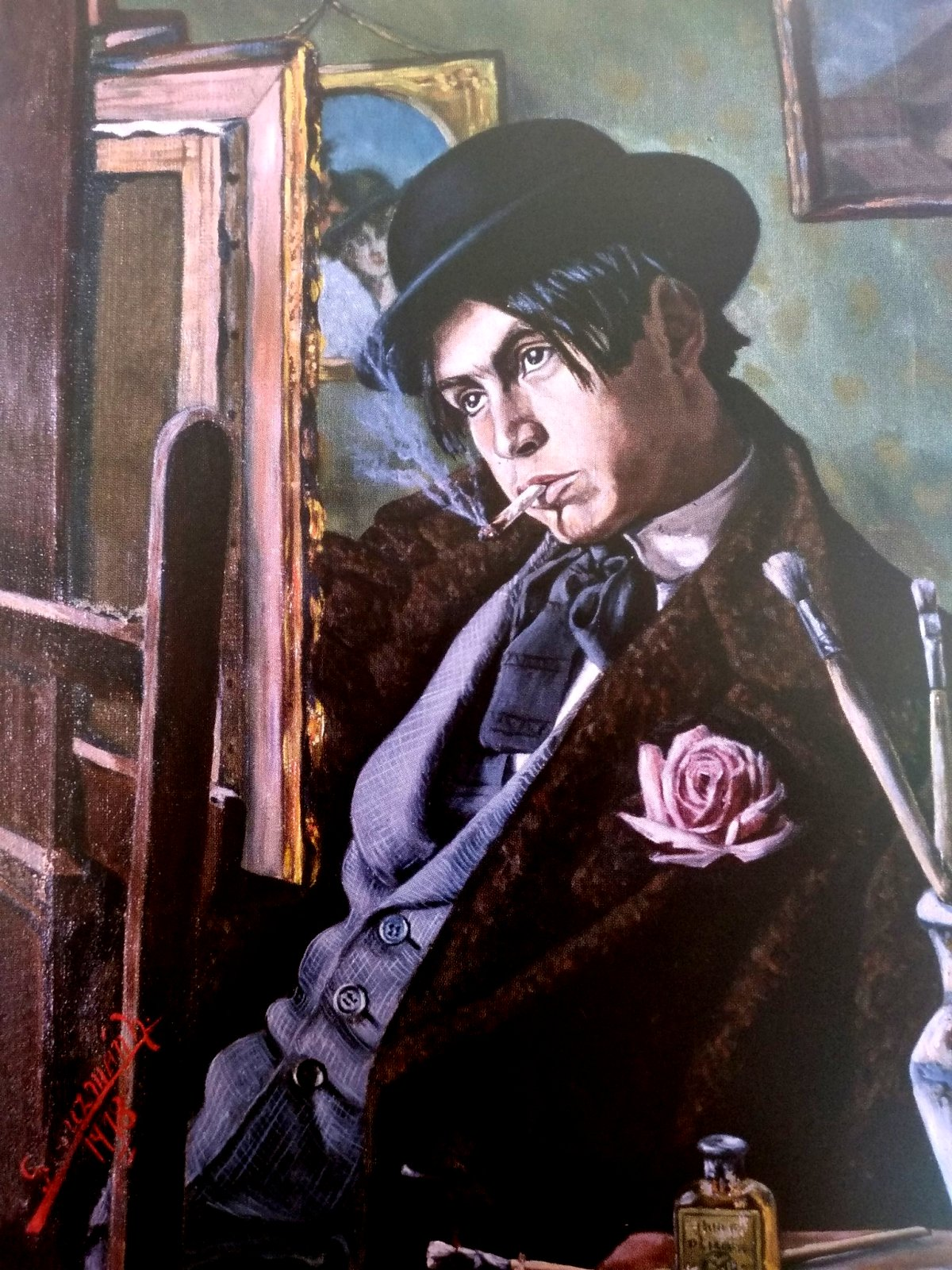
Cecilio Guzmán de Rojas: Selbstporträt aus dem Jahr 1918

Cecilio Guzmán de Rojas (* 24. Oktober 1899 in Potosí; † 14. Februar 1950 in La Paz) war ein bolivianischer Maler, dessen Motive sich vor allem mit der Indio-Kultur beschäftigt haben.
Cecilio Guzmán de Rojas, dessen erste Ausstellung bereits 1920 in seiner Heimatstadt Potosí gezeigt wurde, beschäftigte sich in seinem künstlerischen Werk mit der spezifischen Identität der Aymara-Kultur zu seiner Zeit. Diese Identität sah er als eigenständig und widerstandsfähig an und durch die europäische Christianisierung nicht gefährdet, weil die Inka-Kultur die Elemente europäischer Kultur zwar aufnehme, aber nicht von ihr vereinnahmt werde. Er war überzeugt, dass die Indio-Kultur als kulturelle Bewegung, durch ihre Musik, Tänze, Kunst, Sprache und Trachten, überleben werde.
Dieser Glaube an die Kultur der Anden-Völker äußert sich zum Beispiel in einem der berühmtesten Gemälde des Malers, Cristo Aymara, wo Jesus Christus, eines der stärksten Symbole christlich-europäischer Kultur, Kleidung und Gesichtszüge der Hochland-Indios trägt.
Guzmán benutzte seine Kunst jedoch nicht als politisches Instrument, wie es beispielsweise sein Landsmann Solón Romero tat. Carlos Salazar Mostajo bezeichnete deshalb Guzmáns Malerei nicht als „indigenista“, sondern als „indianista“: Nicht der politisch-ideologische Kampf der Indios um ihre Rechte bewegte Guzmán, sondern die Ästhetik der Menschen, mit denen er zusammenlebte, deren Sprachen er sprach, deren Kultur er zu verstehen versuchte.
Er gründete nach einem Besuch in Europa in La Paz die Nationale Kunstakademie, der er bis zum Jahr 1942 als Direktor vorstand. Im Jahr 1934 wurde de Rojas’ Sohn Iván geboren.
Von 1934 bis 1935 war Cecilio Guzmán in den Chaco-Krieg zwischen Bolivien und Paraguay eingezogen. In diesen beiden Kriegsjahren hielt er das unendliche Leid der Indios in zahlreichen Zeichnungen fest, die in diesen Krieg geschickt wurden, um zu kämpfen, zu töten und zu sterben, ohne zu wissen wofür.
Das Haus in La Paz, in dem Cecilio Guzmán de Rojas bis zu seinem Tode lebte, ist im Jahr 1999 zum 100. Geburtstag des Malers für die Öffentlichkeit geöffnet worden. Ein Porträt von de Rojas ist auf dem Zehn-Boliviano-Geldschein der ersten Serie (1987–2018) abgebildet.